# Utóhatás (film, 2021)
Az Utóhatás (eredeti cím: The Fallout) 2021-es amerikai filmdráma, melyet nagyjátékfilmes rendezői debütálásaként Megan Park írt és rendezett. A főbb szerepekben Jenna Ortega, Maddie Ziegler, Julie Bowen, John Ortiz, Niles Fitch, Will Ropp, Shailene Woodley és Lumi Pollack látható. A film zenéjét Finneas O’Connell amerikai zenész és színész szerezte.
Világpremierje 2021. március 17-én volt a South by Southwest rendezvényen, 2021. január 27-én pedig a New Line Cinema (a Warner Bros. Pictures révén) mutatta be az HBO Maxon.

## Cselekmény
A film főszereplője Vada, egy középiskolás lány. Vada mit sem sejtve arról, hogy ez a nap megváltoztatja majd az életét, vidáman lép be az iskolába legjobb barátjával Nickkel. Tanóra közben Vada húga Amelai kétségbeesett üzeneteket küld neki. Vada kimegy a tanóráról és felhívja Ameliat. A telefonbeszélgetésből kiderül, hogy Ameliának nincsen komoly problémája, ezért Vada úgy dönt, elmegy a mosdóba. A helyiségben találkozik Miaval, aki a fotózásra sminkel. Vada elintézi a dolgát és éppen kezet mos, amikor mindketten lövéseket hallanak. Bezárják magukat egy mosdófülkébe és rémülten hallgatják az eseményeket. Nemsokára megérkezik Quinton, aki elpanaszolja, hogy az öccsét meglőtték. A rendőrség hamarosan megérkezik a helyszínre és leállítják az ámokfutót.
Vada a történtek után nem hajlandó iskolába menni és kommunikálni az emberekkel. Mia a késői órákban üzen neki. A beszélgetésből kiderül, hogy egyedül van otthon és Quinton öccse meghalt.
Másnap Vada találkozik Nickkel és Nick elmondja, hogy indít egy mozgalmat, mert úgy érzi, okkal élte túl az incidenst. Vada később átmegy Miahoz, hogy beszélgessenek és jobban megismerjék egymást.
Vada elmegy az elhunyt személyek temetésére és próbálja tovább élni az életét. Egyelőre nem akar iskolába menni, de Nick és sokan mások már túlléptek a történteken. Anyja elküldi pszichológushoz, hogy gyorsabban tudjon gyógyulni a mentális állapota.
Vada találkozik Quintonnal és szembesíti, hogy rá bármikor számíthat barátként.
Vada egyre többször van Miaval, kipróbálja füvezést és próbál boldog lenni. Sajnos a szülei úgy látják ideje visszatérnie a rendes kerékvágásba és iskolába mennie. Vada szorong az iskolába, nem akar ott lenni és még a mosdóba se hajlandó elmenni, mert fél. Vada nem bírta ki a nap végét és szégyenletes vége lett annak, hogy nem volt hajlandó elmenni a mosdóba.
Másnap nem akarta, hogy megismétlődjön a tegnapi, ezért egy dílerhez fordult segítségért. Vada annyira kábult állapotban volt, hogy elrágta egy tollát és miután a lépcsőn végigcsúszott Nicknek haza kellett vinnie.
Másnap beszélt Quintonnal a történtekről és áthívta filmezni. Azonban Quintonnak sürgősen távoznia kellett. Vada a nap további részét Miaval tölti. Vada megkérdezi Miától, hogy mi jár a fejében de Maja erre nem válaszol miután egymás szemébe néznek Vada tudja, hogy mit is akar tőle Maja. Miután Vada is kölcsönös vonzalmat érez Maja iránt megcsókolja és lefekszenek egymással.
Másnap hazatér Vada és szembesül, hogy a szülei nagyon  kiborultak, mert Nick felhívta őket, mert nem érte el. Az anyja rákérdez, hogy van e valakije vagy esetleg lefeküdt e valakivel de Vada letagadja.
Vada elmegy Nickhez és bocsánatot szeretne kérni, de a dolog rosszul sül el így összevesznek. Vada Quintonnak önti ki a szívét és elmeséli mennyire rosszul esett neki. Vada megcsókolja Quintont, de rájön, mekkorát hibázott és otthagyja. Este Amelia átmegy Vada szobájába, mert fél. Vada és Amelia rendezi a nézeteltéréseiket és újra rendeződnek köztük a dolgok.
Vada elmegy a ritkán látott apjával kikiabálni a frusztráló dolgokat, hogy mindketten megnyugodjanak és közelebb kerüljenek egymáshoz. Vada elmegy Miahoz, hogy megbeszéljék a dolgokat és arra jutnak, hogy nem akarják elrontani a baráti kapcsolatukat, ezért azok maradnak.
Vada újra elmegy a pszichológushoz, úgy érzi javulnak a dolgok. Vada őszinte lesz az anyjához és elmondja mit is érez, elmondja, hogy beszívott és lefeküdt valakivel. Az anyja egy pohár bor kíséretében dolgozza fel a híreket. Vada azt is közli vele, hogy egy csajjal feküdt le ezért biztos, hogy nem terhes.
Vada épp Miara vár egy épület előtt amikor egy hírlap ugrik fel a képernyőjén, miszerint egy Ohióban történt iskolai lövöldözésben 12 diák halt meg. Vada kisétál a képből és a hangok alapján arra tudunk következtetni, hogy pánikrohamot kapott. A film ezzel arra hívja fel a figyelmünket, hogy egy ilyen traumát nem lehet semmissé tenni, olyan könnyen elfelejteni, mert mindig velünk marad, és van akit egy életen át kísért.

## Szereplők
- Jenna Ortega – Vada Cavell
- Maddie Ziegler – Mia Reed
- Niles Fitch – Quinton Hasland
- Will Ropp – Nick Feinstein
- Lumi Pollack – Amelia Cavell
- John Ortiz – Carlos Cavell
- Julie Bowen – Patricia Cavell
- Shailene Woodley – Anna

## A film készítése
2020 februárjában bejelentették, hogy Jenna Ortega csatlakozott a film szereplőihez, Megan Park pedig az általa írt forgatókönyv alapján rendezte a filmet. 2020 áprilisában Maddie Ziegler is tagja lett a szereplőgárdának. 2020 májusában Will Ropp csatlakozott a stábhoz. 2020 augusztusában Niles Fitch, Shailene Woodley, Julie Bowen és John Ortiz is szerződött a filmhez.
A forgatás 2020 márciusában kezdődött volna, de a COVID-19 világjárvány miatt elhalasztották. Végül 2020 augusztusában kezdődött Los Angelesben, és 2020. szeptember 11-én fejeződött be. 2021 februárjában jelentették be, hogy Finneas O’Connell fogja megzenésíteni a filmet, ami filmzeneszerzői debütálása lesz. A filmzenét a WaterTower Music adta ki.